# 高岡バプテスト教会
座標: 北緯36度44分21.4秒 東経137度2分25.5秒 / 北緯36.739278度 東経137.040417度
高岡バプテスト教会（たかおかバプテストきょうかい）は、富山県高岡市にある福音派、聖書信仰のバプテスト教会。日本福音同盟に加盟している。

## 概要
カナダ福音バプテスト教会フェローシップの宣教師の開拓伝道によって建てあげられ、福音バプテスト連合として日本福音同盟に加盟していたが、現在は単独で加盟している。
1988年に北上市の保守バプテスト同盟の教会を辞任した渡部敬直が牧師に就任。靖国違憲訴訟の原告として闘う渡部牧師の就任に際し、高岡バプテスト教会の役員会で、教会の課題として、信教の自由を守り、靖国問題に取り込むことが承認される。
浄土真宗の強い北陸地方の富山において、渡部敬直牧師の牧会伝道で教会は成長した。また、カナダから会堂を輸入し、教会員、牧師、宣教師が協力して手ずから会堂を建てた。
超教派の伝道大会、全日本リバイバルミッションの富山での開催をきっかけに富山県の福音的な教会は、超教派で牧師会を持つようになった。また、北陸三県では石川県の聖書教会連盟らと協力して北陸宣教大会を開催している。